# Kleingebiet Jászberény
Das Kleingebiet Jászberény (ungarisch Jászberényi kistérség) war bis Ende 2012 eine ungarische Verwaltungseinheit (LAU 1) im Nordwesten des Komitat Jász-Nagykun-Szolnok in der Nördlichen Großen Tiefebene. Im Rahmen der Verwaltungsreform wurde es Anfang 2013 aufgeteilt auf den nachfolgenden Kreis Jászberény (ungarisch Jászberényi járás) mit 9 Ortschaften und 50.928 Einwohnern sowie den neu geschaffenen Kreis Jászapáti (ungarisch Jászapáti járás) mit 9 Ortschaften und 33.160 Einwohnern.
Ende 2012 lebten auf einer Fläche von 1161,46 km² 84.088 Einwohner. Die Bevölkerungsdichte des flächenmäßig größten und zweitbevölkerungsreichsten Kleingebiets im Komitat lag mit 72 Einwohnern/km² leicht über der des Komitats (69 Einwohner/km²).
Der Verwaltungssitz befand sich in der Stadt Jászberény (26.809 Ew.). Jászapáti (8.879 Ew.), Jászárokszállás (7.910 Ew.), Jászfényszaru (5.664 Ew.) und Jászkisér (5.546 Ew.) besaßen ebenfalls Stadtrechte. Die einzige Großgemeinde (ungarisch nagyközség) Jászladány beherbergte 5.642 Einwohner. Diese und die restlichen 12 Gemeinden (ungarisch község) hatten im Durchschnitt 3.353 Einwohner (auf je 44,50 km² Fläche).

## Ortschaften
| Alattyán        | Jánoshida  | Jászágó        | Jászalsószentgyörgy | Jászapáti            |
| Jászárokszállás | Jászberény | Jászboldogháza | Jászdózsa           | Jászfelsőszentgyörgy |
| Jászfényszaru   | Jászivány  | Jászjákóhalma  | Jászkisér           | Jászladány           |
| Jászszentandrás | Jásztelek  | Pusztamonostor |                     |                      |